# Мачете

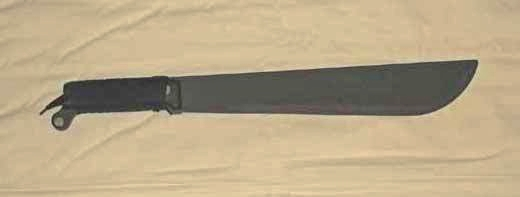
Мачете армії США зразка 1943 року

Маче́те (ісп. machete) — широкий, довгий (320—600 мм), зазвичай тонкий (до 3 мм), ніж із односторонньою фаскою, іноді із загнутим на кінці лезом. Зазвичай використовується у тропічних країнах як зброя та сільськогосподарське знаряддя (для прокладання шляху через зарості, збирання бананів тощо). 
Наприклад, латиноамериканські мачете, незважаючи на спільність завдань, розрізняються як за формою, так і за розмірами. Є зразки, які сильно нагадують шаблі, з розвиненим ефесом і гострим кінцем, розрахованим на укол. Це відгомін абордажних шабель.
На відміну від латиноамериканського, традиційне колумбійське мачете розраховане на прорубування через густі зарості джунглів. Традиційне кубинське мачете має плоску передню частину, оскільки його часто використовують для копання — така особливість використання цього інструменту на плантаціях цукрової тростини.
У деяких мачете на обуху розташована пилка. Гарне мачете легко перерубує дерево діаметром 50-60 мм, але товстіші стовбури для нього важкодоступні. Тому наявність на обуху пилки робить мачете більш універсальним.
Деякі різновиди мачете прийняті на озброєння армії у ряді країн.